# 무령왕비 은팔찌
무령왕비 은팔찌(武寧王妃 銀製釧) 혹은 무령왕대부인 은팔찌(武寧王大夫人 銀製釧)는 충청남도 공주시 무령왕릉 왕비의 나무널(목관)내 왼쪽 팔 부근에서 발견된 한 쌍의 은제 팔찌로 바깥지름 8cm, 고리지름 1.1cm이다. 국립공주박물관에 소장, 전시하고 있다. 1974년 7월 9일 대한민국의 국보 제160호로 지정되었다.

## 개요
공주시 무령왕릉 왕비의 나무널(목관)내 왼쪽 팔 부근에서 발견된 한 쌍의 은제 팔찌로, 바깥지름 8cm, 고리지름 1.1cm이다. 팔찌 안쪽에는 왕후나 왕비가 아닌 대부인(大夫人)이라 기록되어 있어, 팔찌 주인이 생전에 무령왕의 정식 왕비가 아닌 것으로 추정되며, 왕비나 왕후로 책봉되지 않은 것이 확실하다. 520년 이후에 제작된 것으로 추정되나, 대부인이라는 칭호를 보아 성왕 즉위 이후  제작되었을 가능성이 있다.
팔목이 닿는 안쪽에는 톱니 모양을 촘촘히 새겼고, 둥근 바깥면에는 발이 셋 달린 2마리의 용을 새겼다. 용의 조각은 세밀하지는 않으나 힘에 넘친 모습이며 팔찌의 외관을 감싸고 조각되었다.
한 개의 팔찌 안쪽에 새긴 명문에 의하면 왕비가 죽기 6년 전에 만들어진 것으로 보이나 이견의 여지가 있다. 그밖에 팔찌에는 주인의 칭호 외에 만든 사람의 이름과 무게 등이 기록되어 있다.
대부인의 묘지석에는 백제국 왕태비(百濟國 王太妃)라 기록되었으나, 생전 착용했을 은팔찌에는 대부인이라는 칭호가 새겨졌다. 생전 팔찌의 주인은 왕비, 왕후, 왕태후의 신분이 아니었으나 사후 왕태비로 추존된 것이다. 용의 조각이 웅건하면서 만든시기와 작가, 중량까지 기록된 삼국시대의 유일한 팔찌로서 고대 금속공예 연구에 귀중한 자료이다.

## 같이 보기
- 무령왕릉
- 대부인

## 참고 자료
- 무령왕비 은팔찌 - 국가유산청 국가유산포털